# Weißflecken-Kugelfisch
Der Weißflecken-Kugelfisch (Arothron hispidus) lebt im Roten Meer und im Indopazifik von Ostafrika bis an die Küste Niederkaliforniens und Panamas, nördlich bis Japan und Hawaii, südlich bis zur südafrikanischen Kapprovinz, Rapa Iti und der Lord-Howe-Insel. Er bevorzugt Sandböden in Lagunen und Außenriffe, in Tiefen von einem bis 50 Metern. Jungfische halten sich oft in verkrauteten Flussmündungen auf.
Weißflecken-Kugelfische sind grau bis grünbraun, der Rücken, die Flanken und die Schwanzflosse sind mit weißen Punkten gemustert und von kleinen Stacheln bedeckt. 
Die Population des Roten Meeres hat kleinere, aber mehr Punkte. Weißflecken-Kugelfische werden bis zu einem halben Meter lang.
Flossenformel: Dorsale 10–11, Anale 10–11
Weißflecken-Kugelfische leben bodennah, sind einzelgängerisch und territorial und ernähren sich von Kalkalgen, Detritus, Weich- und Manteltieren, Schwämmen, Korallen, Krustenanemonen, Röhrenwürmern und Stachelhäutern (auch große Dornenkronenseesterne).